# Jamie Oliver
James Trevor Oliver, MBE kendt som Jamie Oliver (født 27. maj 1975 i Clavering, Essex) er en britisk kok, studievært og kogebogsforfatter.

## Tv Programmer
- Olivers Twist
- Jamies mad på 15 minutter
- Jamies mad på 30 minutter
- Jamie i det fede USA
- Det bare mad